# Adam Kierzkowski
Adam Kierzkowski (Varsovia, 1985) es un deportista polaco que compitió en gimnasia artística. Ganó una medalla de bronce en el Campeonato Europeo de Gimnasia Artística de 2010, en las barras paralelas.

## Palmarés internacional
| Campeonato Europeo | Campeonato Europeo       | Campeonato Europeo | Campeonato Europeo |
| Año                | Lugar                    | Medalla            | Prueba             |
| ------------------ | ------------------------ | ------------------ | ------------------ |
| 2010               | Birmingham (Reino Unido) | Medalla de bronce  | Paralelas          |